# Рідна Галина Іванівна
Рідна Галина Іванівна- заслужена художниця України, митець, графік. 

## Життєпис
Галина Рідна народилася 15 лютого 1952 року в с. Степне, що на Полтавщині. Закінчила Одеське державне художнє училище ім. М. Б. Грекова (1973 р.) та Миргородський державний керамічний технікум ім. М. В. Гоголя (1975 р.). Член НСХУ (1988). Проводила персональні виставки в Україні, Канаді, Франції. ЇЇ твори зберігаються у музеях і приватних зібраннях в Україні та за кордоном. Заслужений художник України (1995).

## Художній стиль
Працює у галузях живопису, декоративно- прикладного мистецтва та графіки. 
Педагоги з фаху – П. Безнищенко, Г. Синиця.

## Основні твори

###### Розписи
«Лебедина пісня» (1978), «Птах щастя» (1981), «Святкові квіти» (1984), «Проекція весни» (1986),
композиції – «Осінній букет» (1989), «Червоний шлях» (1991). 

###### Цикли
«Варіації на гоголівські теми» (1984), «Майська ніч» (1982), «Пісні Седнева» (1988), «Весна іде, красу несе» (1988). 

###### Графічні серії:
«Квіти і життя» (1994), «Фруктова симфонія», «Осіння пісня. Автопортрет» (обидві – 1995), «Метаморфози жінки» (1985–1995).

## Міжнародні виставки

###### 1993- персональна виставка у Франції.
Картини Галини Рідної знаходяться в музейних та приватних колекціях України, Росії, США, Канади, Німеччини, Франції, Великої Британії, Швейцарії та ін.

## Галарея
https://www.youtube.com/watch?v=o_Ak7RJYzvo
1. 1 2 3  Рідна Галина. Аукціоний дім Дукат (ua) . Процитовано 28 листопада 2022.
2. ↑  Рідна Галина Іванівна :: Митці :: Про галерею :: AVSart Gallery. avs-art.com.ua. Процитовано 28 листопада 2022.
3. ↑  У Полтаві відкрили виставку графіки Галини Рідної. Новини Полтавщини (укр.). 18 серпня 2020. Процитовано 28 листопада 2022.